# گرینتاون (اوهایو)
گرینتاون (به انگلیسی: Greentown) یک منطقهٔ مسکونی در ایالات متحده آمریکا است که در شهرستان استارک، اوهایو واقع شده‌است. گرینتاون ۷٫۱ کیلومتر مربع مساحت و ۳٬۱۵۴ نفر جمعیت دارد و ۳۶۶ متر بالاتر از سطح دریا واقع شده‌است.